# 일본의 성우 그룹
성우 그룹은 성우가 참가한 음악이나 연극 그룹을 가리킨다. 애니메이션 방송이나 애니메이션 라디오 방송, 게임 소프트 등의 주제가나 이미지 송을 부르는 등〈제휴 기획〉을 목적으로 한 것이 많고, 방송이나 캐릭터에서 유래한 명칭도 많다. 또한 제휴 기획 종료가 끝남과 동시에 해산하는 경우도 적지 않다. 그 중에는 특정 이벤트에서 1회 한정으로 결성하는 경우도 있다.
물론, 이런 제휴 기획과 무관하게 성우 개인의 활동의 일환으로서 장기적으로 결성하는 그룹도 존재한다. 또한 신입을 포함하여 인지도를 올리는 수단으로 쓰이기도 한다. 연령차가 적고 인기많은 성우끼리 결성하는 경우가 많다. 주로 여자 성우끼리, 남자 성우끼리 결성되고 있다.

## 성우 그룹 목차

### 목차에 관하여
- 그룹명이 있는 그룹을 대상으로 합니다. 개인명 내지 캐릭터의 이름에 의한 CD발매 대상 제외.
- 인물의 게재 순서는, 그룹명(일어)를 우선 원칙으로 한 가나다 순. (한글기준으로 할 경우 번역에 따라 위치가 달라지기에 일본명을 기준으로 합니다.)
- 인명은 기본적으로, 결성 당시의 것. 역할명이 아니고, 본인의 이름(예명)으로 기재합니다. 
다만, 데뷔와 관계없이 그룹 구성원으로서 독자적인 명의를 사용하고 있는 경우에는 그 이름으로 기재합니다.
- 그룹의 공식 홈페이지가 있는 경우는 외부 링크를 게재합니다. 
데뷔하게 된 컨텐츠의 사이트나, CD의 소개 페이지로의 외부 링크는 제외.

### 목차 표기 방식
그룹명(일어/한글)
- 멤버이름
- 데뷔 작품명
- 보충사항

## 남자 성우 그룹

### ㄱ
GAYA! （가야）
- 타카기 모토키(高城元気), 노지마 켄지(野島健児), 호리에 카즈마(堀江秀尚), 마츠노 타이키(松野太紀)
- 2000년4월에 호리에 카즈마(堀江秀尚)와 나미카와 다이스케(浪川大輔)와 멤버 교대. 2000년12월31일 활동종료.

### ㄴ
謎の新ユニットSTA☆MEN （나조노 신 유닛토 스타멘, 수수께끼의 신 유닛 스타☆맨）
- 스와베 쥰이치(諏訪部順一), 스즈무라 켄이치(鈴村健一), 토리우미 코스케(鳥海浩輔), 타카하시 히로키(高橋広樹), 키시오 다이스케(岸尾大輔), 요시노 히로유키(吉野裕行), 야스무라 마코토(保村真)

### ㄷ
だいず (다이즈)
- 키시오 다이스케(岸尾大輔), 미즈시마 타카히로(水島大宙)
- 〈백드롭〉(バックドロップ)에서 개명

男子 (단시)
- 이토 켄타로(伊藤健太郎), 키시오 다이스케(岸尾大輔,) 콘도 타카유키(近藤孝行), 스와베 쥰이치(諏訪部順一), 토오치카 코이치( 遠近孝一), 나미카와 다이스케(浪川大輔), 야마기시 이사오(山岸功)
- 배협45주년 이벤트『Party Live!』

### ㄹ
R-16 （루트 식스틴）
- 사쿠라이 타카히로(櫻井孝宏), 스즈무라 켄이치(鈴村健一)
- 라디오 방송 《(유)체리벨》((有)チェリーベル)
- 방송 내 라디오 드라마를 계기로 결성. CD화제（sixteen).

RENAISSANCE （르네상스）
- 코야스 타케히토(子安武人), 하야미 쇼(速水奨)
- CD드라마 《혁명전야~르네상스~》(革命前夜〜ルネッサンス〜)

### ㅂ
Boy's Beat （보이즈 비트）
- 오카모토 히로시(岡本寛志), 미야케 쥰이치(三宅淳一), 네모토 코우타(根本幸多), 스즈키 마사루(鈴木賢), 시바사키 코우이치(柴崎幸一)（현재는 탈퇴）, 코우모토 케이스케(河本啓佑)（2007년 가입）
- B's-LOG의 보이즈 판타지아라는 기획에서 탄생

### ㅌ
TRIBE
- 모리쿠보 쇼타로(森久保祥太郎), 테라시마 타쿠마(寺島拓篤), 카지 유우키(梶裕貴)
- 버라이어티 방송 《드리☆버라이어티》(ドーリィ☆バラエティ)

2HEARTS（투하트）
- 타치키 후미히코(立木文彦), 모리카와 토시유키(森川智之)
- 게임《안젤리크》(アンジェリーク)

トング隊 （통그타이, 집게부대）
- 우에다 요지(上田陽司), 츠루오카 사토시(鶴岡聡), 스에요시 카즈야(末吉司弥)
- OVA《테니스의 왕자》(テニスの王子様)

### ㅋ
キャップと瓶 （캽푸토빈, 병과 뚜껑）
- 오노사카 마사야(小野坂昌也), 카와모토 나루(川本成), 키야스 코헤이(喜安浩平), 타카하시 히로키(高橋広樹), 츠다 켄지로(津田健次郎)
- アニメ『テニスの王子様』

Cluster'S （클러스터 에스）
- 키시오 다이스케(岸尾大輔), 시모노 히로(下野紘), 후쿠야마 쥰(福山潤), 요시노 히로유키(吉野裕行)
- 애니메이션『CLUSTER EDGE』

クリスピーオトケンバンド(크리스피 오토켄 반도, 크리스피 오토켄 밴드)
- 스와베 쥰이치(諏訪部順一), 타카하시 히로키(高橋広樹)
- 라디오《슈에이학원 소녀 연구부》(集英学園乙女研究部)

### ㅍ
フェロ☆メン(페로☆맨)
- 토리우미 코스케(鳥海浩輔), 스와베 쥰이치(諏訪部順一)
- 수수께끼의 신 유닛 스타☆맨 내 유닛

プルタブと缶 （프루타부토칸, 풀탭과 캔）
- 키우치 히데노부(木内秀信), 쿠스노키 타이텐(楠大典), 스즈키 치히로(鈴木千尋), 스와베 쥰이치(諏訪部順一), 토리우미 코스케(鳥海浩輔), 모리쿠보 쇼타로(森久保祥太郎), 모리야마 에이지(森山栄治)
- 애니메이션《테니스의 왕자》(テニスの王子様)

### ㅎ
Heart-beat （하트비트）
- 타카하시 히로키(高橋広樹), 모리쿠보 쇼타로(森久保祥太郎)
- DVD 실사 드라마『CROSS CHORD』
- 모리쿠보 쇼타로×타카하시 히로키 Heart-beat OFFICIAL WEB SITE

氷帝エタニティ（효테이 이터너티）
- 이와사키 마사미(岩崎征実), 스와베 쥰이치(諏訪部順一), 나미카와 다이스케(浪川大輔), 호시 소이치로(保志総一朗)
- OVA《테니스의 왕자》(テニスの王子様)

## 여자 성우 그룹

### ㄱ
- GODDESS FAMILY CLUB

- 이노우에 키쿠코, 토마 유미, 히사카와 아야
- 애니메이션 아앗 여신님

### ㄷ
- DoCo (도코)

- 이노우에 키쿠코, 사쿠마 레이, 타카야마 미나미, 하야시바라 메구미, 히다카 노리코
- 애니메이션 란마 1/2
- 그룹명은 동일 작품의 오프닝, 엔딩 곡을 부른 그룹 CoCo의 패러디.

- D.U.P. (디유피)

- 사나다 아사미, 사와시로 미유키, 히카미 쿄코
- 애니메이션 디지캐럿

- DROPS (드롭스)

- 코다 마리코, 칸다 아케미, 노나카 아이, 시라이시 료코, 카네다 토모코
- 아오니 프로덕션 소속 성우로 구성.

### ㄹ
- Rhodanthe* (로단세)

- 니시 아스카, 타나카 마나미, 타네다 리사, 우치야마 유미, 토야마 나오
- 애니메이션 금빛모자이크

- Roseila (로젤리아)

- 아이바 아이나, 쿠도 하루카, 사쿠라가와 메구, 나카시마 유키, 시자키 카논
- 애니메이션 뱅드림

- RAISE A SUILEN (레이즈 어 수일렌)

- Raychell, 코하라 리코, 나츠메, 쿠라치 레오, 츠무기 리사
- 애니메이션 뱅드림

### ㅁ
- μ's (뮤즈)
- みっくすJUICE (믹스 쥬스)

- 우에다 카나, 사이토 치와, 나카하라 마이, 모리나가 리카
- 애니메이션 망상과학 원더바 스타일

### ㅅ
- sorachoco (소라초코)

- 이나무라 유나, 하나무라 사토미

- sphere (스피어)

- 토마츠 하루카, 코토부키 미나코, 타카가키 아야히, 토요사키 아키
- 애니메이션 첫사랑 한정
- 뮤직레인 소속 성우들로 구성.

- しちみ (시치미)

- 이토 시즈카, 야마자키 미치루, 나바타메 히토미
- 인터넷 방송 《건방지다!》
- 켄 프로덕션 소속 성우들로 구성.

### ㅇ
- Aice5 (아이스)

- 호리에 유이, 아사노 마스미, 타카하시 치아키, 칸다 아케미, 키무라 마도카
- 기획부터 멤버의 선정에 이르기까지 많은 부분이 호리에 유이의 주도로 이루어진 그룹. 2005년 결성, 2007년 해체되었음.

　　　(여성 성우그룹 최초로, 해체 공연을 통해 공식적인 해체가 이루어짐)
- Aqours (아쿠아)

- N’s (엔즈)

- 노토 마미코, 고토 마이, 우에다 카나, 시미즈 카오리, 사토 리나
- 애니메이션 노기자카 하루카의 비밀

- イヤホンズ (이어폰즈)

- 타카하시 리에, 코우노 마리카, 나가쿠 유키

### ㅌ
- TAMAGO (타마고)

- 카도와키 마이, 후쿠엔 미사토
- 라디오 RAIO 아니메로믹스

- とりおまてぃっく (트리오매틱)

- 키쿠치 유미, 미즈노 마나비, 사나다 아사미
- 애니메이션 마호로매틱

- tiaraway (티아라웨이)

- 치바 사에코, 난리 유카
- 게임 D→A:BLACK
- 2003년 결성, 2005년 해체.

### ㅋ
- coopee (쿠피)

- 쿠와타니 나츠코, 사이토 치와
- 라디오 VOICE CREW

- 클로버

- 이노우에 나나, 사이토 모모코, 쇼지 유이, 미야자키 우이
- 애니메이션 IZUMO
- 기획사 람즈 소속 성우들로 구성. 공식 발표는 없었으나 2008년에 쇼지 유이와 미야자키 우이가 람즈에서 나오면서 활동 정지, 사실상 해체된 상태.

### ㅍ
- Friends (프렌즈)

- 코바야시 유우, 아케사카 사토미, 시모다 아사미, MAKO, 아스미 카나, 혼다 요코
- 애니메이션 오늘의 5의 2
- 2008년 10월 라이브 콘서트 개최후 해체.

- Prits (프릿츠)

- 쿠와타니 나츠코, 코바야시 유미코, 미즈키 나나, 모치즈키 히사요
- 라디오 시스터 프린세스 오빠와 함께

- FURIL (프릴)

- 히카미 쿄코, 노가미 유카나(유카나), 미야무라 유코
- 애천사 전설 웨딩피치의 주연 성우 3인(당시 아트비전 소속 성우들)

- FURIL's (프릴즈)

- 히카미 쿄코, 노가미 유카나(유카나), 미야무라 유코, 이마이 유카
- 스토리 진행에 따라 이마이 유카가 합류
- 웨딩피치 종영과 동시에 유카나 이적, OVA에는 참가하지만 winter dream rave 무대에는 유카나를 뺀 3인으로 진행

- Poppin party

- 아이미, 이토 아야사, 오오츠카 사에, 오오하시 아야카, 니시모토 리미

## 남·여 혼성 그룹
P・K・O （피・케이・오）
- 사에키 토모(サエキトモ), 스즈키 치히로(鈴木千尋), 토리우미 코스케(鳥海浩輔)
- TV 애니메이션《디지캐럿》(デ・ジ・キャラット) 시리즈

## 성우가 포함된 그룹
성우와 성우가 아닌 사람이 섞여 있는 그룹, 성우가 보컬을 맡은 밴드 등의 경우. 엄밀히 말하면 성우 그룹에 포함되지는 않으나 애니메이션 및 게임의 주제가를 부르거나 인기 성우가 소속되어 있어 성우 업계에서 주목받는 경우도 있으므로 참고를 위해 함께 기재한다.
GRANRODEO (그란로데오)
- KISHOW(타니야마 키쇼), e-ZUKA(이이즈카 마사아키)
- 애니메이션 IGPX

UNDER17 (언더 세븐틴)
- 모모이 하루코, 코이케 마사야

JAM Project (잼 프로젝트)
- 카게야마 히로노부, 엔도 마사아키, 오쿠이 마사미, 키타다니 히로시, 후쿠야마 요시키, 마츠모토 리카(활동중지), 미즈키 이치로, 히카르도 크루즈(비정기 참가), 사카모토 에이조(탈퇴)
- 슈퍼로봇대전 시리즈

TWO-MIX (투믹스)
- 타카야마 미나미, 나가노 시이나
- 애니메이션 신기동전기 건담W

黒薔薇保存会(흑장미보존회)
- Yuiel(호리에 유이, 자칭 호리에 유이의 친구), Ma樣(스와 마사루), OYKT(후루야 미츠오), Zeme-el(콘노 요코), LL(카시와다 케이이치)
- 멤버 전원이 소속사나 방송 관계자로, 라디오 방송에서 재미 삼아 기획한 밴드였으나, 기획이 실현되어 싱글, 앨범, 사진집을 발매한다.
- 2009년 초부터 사실상 활동 중단 상태